# Олав Неуланд
Олав Неуланд (ест. Olav Reinhold-Felix Neuland; 29 квітня 1947, Вільянді, Харьюмаа, Естонія, нині Естонія — 21 травня 2005, Анія, Естонія) — естонський кінорежисер-документаліст, сценарист і продюсер.

## Біографія
У 1966—1968 роках навчався на акторсько-режисерському факультеті Таллінської консерваторії. У 1972 році закінчив факультет просвітницької роботи Талліннського педагогічного інституту, а у 1978 році — режисерське відділення Вищих курсів сценаристів і режисерів (майстерні Вітаутаса Жалакявічюса і Гліба Панфілова). З 1971 року працював сценаристом і режисером студії «Естонський телефільм», режисером кіностудії «Таллінфільм». З 1999 року — голова правління АТ «Культурні проекти» (ест. Filando group).
Загинув 21 травня 2005 року, керуючи мотодельтапланом. Похований на цвинтарі Пярнамяе.

## Фільмографія

### Режисер
- 1974 — Органне звучання / (д/ф)
- 1975 — Розповідь про короля інструментів / (д/ф)
- 1976 — Осіннє золото / (д/ф)
- 1976 — Майстер третього покоління / (д/ф)
- 1979 — Гніздо на вітрі / Tuulte pesa
- 1980 — Тимчасові люди / (д/ф)
- 1980 — Твій час / (д/ф)
- 1982 — Корида / Corrida
- 1984 — Реквієм / Reekviem[et]
- 1895 — За часів вовчих законів / Hundiseaduse aegu
- 1988 — Русалочі мілини / Näkimadalad
- 1989 — Гітлер — Сталін. 1939 / (д/ф)
- 1997 — Дилема Христа / (д/ф)

### Сценарист
- 1974 — Органне звучання /
- 1975 — Розповідь про короля інструментів /
- 1976 — Осіннє золото /
- 1980 — Тимчасові люди /
- 1980 — Твій час /
- 1982 — Корида / Corrida (з Теетом Калласом (Teet Kallas))
- 1984 — Реквієм / Reekviem (з Теетом Калласом)
- 1985 — За часів вовчих законів / Hundiseaduse aegu (з Арво Валтон)
- 1988 — Русалочі мілини / Näkimadalad (з Арво Валтон, міні-серіал)
- 1989 — Гітлер — Сталін. 1939 / (з Айгаром Вахеметса (Aigar Vahemetsa))
- 1997 — Дилема Христа / (з Айгаром Вахеметса)

### Продюсер
- 1997 — Дилема Христа /

## Нагороди
- 1979 — Головний диплом кінофестивалю молодих кінематографістів у Києві («Гніздо на вітрі»)
- 1980 — Премія конкурсу дебютів Міжнародного кінофестивалю в Карлових Варах («Гніздо на вітрі»)
- 1980 — Приз за кращий режисерський дебют кінофестивалю молодих кінематографістів у Києві («Гніздо на вітрі»)